# Oplevelsesøkonomi
Oplevelsesøkonomi er en kategorisering inden for erhvervsøkonomien, der baserer sig på salg af oplevelser, enten direkte eller indirekte som en eller anden form for oplevelse tilknyttet salg af en vare eller serviceydelse. Mest kendt er utvivlsomt turistaktiviteter, men også en lang række andre varer og ydelser er tilknyttet beskrivelser og informationer om hvorledes man ved netop at anvende den pågældende virksomhed eller produkt vil få tilknyttet en eller flere oplevelser. Det ligger samtidig implicit i oplevelsesøkonomiens grundprincip, at køberne af den pågældende vare eller serviceydelse stilles i udsigt, at specielt ved at anvende netop det pågældende produkt evt. i kombination med den pågældende sælger vil der kunne forventes specielt mange oplevelser.
Der er mange forskellige erhverv, som i et eller andet omfang sælger oplevelser, eller hvor der er tilknyttet et oplevelsesmoment til den pågældende vare eller serviceydelse. De mest centrale oplevelseserhvev er:
- Turisme
- Kultur, kunst og underholdning
- Formgivning, image og branding

Der findes ikke en endelig definition på oplevelsesøkonomi men et bud på en definition kunne være at oplevelsesøkonomi er en økonomisk værdiskabelse baseret på oplevelser, hvor oplevelser i større eller mindre grad indgår i produktet eller serviceydelsen. Det betyder at oplevelsesøkonomi kan være alt fra produktion af computerspil, hvor oplevelsen er produktet til Jyske Banks nye bankkoncept, hvor en bank forsøger at tilføre sin ydelse ekstra værdi for kunden, ved at tilbyde forskellige oplevelser. 
Endelig har mange danske byer og kommuner fået fokus på oplevelsesøkonomien og på hvordan oplevelser kan bruges til at udvikle en by eller en region – både i form af branding af byen som når Horsens holder de store koncerter og i form af erhvervsudvikling, som når København satser på at udvikle de kreative erhverv ved at give dem bedre rammebetingelser. 
En lang række universiteter i Danmark har fået fokus på oplevelsesøkonomi i de senere år og det er i dag muligt at tage uddannelser inden for området på stort set alle universiteter. Roskilde Universitet har siden februar 2005 udbudt uddannelsen Master i Oplevelsesledelse (MOL), en akademisk master med fokus på oplevelsesøkonomi, ledelse og udvikling af oplevelsesproducerende virksomheder. Siden sommeren 2006 har Copenhagen Business School udbudt en engelsksproget kandidatuddannelse i ledelse i oplevelsesøkonomi – MSocSc in Management of Creative Business Processes. Aarhus Universitet har siden 2007 udbudt en kandidatuddannelse i oplevelsesøkonomi med fokus på at spotte muligheder, idéudvikle, designe, realisere og kommunikere oplevelsesorienterede interventioner. På Aalborg Universitet har man oprettet et center – ExCITe – som samler forskning og uddannelse i alt fra kreative erhverv til oplevelsesdesign. 
Den tyske sociolog Gerhard Schulze blev i 1992,ophavsmand til begrebet oplevelsessamfundet, som er det samfund, hvor blandt andet oplevelsesøkonomi er fremtrædende.